# تحریم (سوره)
سوره تحریم سوره ۶۶ از قرآن است، ۱۲ آیه دارد و سوره‌ای مدنی است. پنج آیه اول این سوره مربوط به ماجرای ماریه کنیز قبطی پیامبر که از سوی مقوقس عزیز مصر برایش فرستاده شده بود و در آن‌ها به عایشه و حفصه هشدار داده می‌شود که از پیامبر خدا سرپیچی نکنند.
علامه طباطبایی در تفسیر المیزان تفسیر آیات سوره تحریم را بدین گونه بیان کرده‌است: «این سوره با داستانی که بین رسول خدا (صلی اللّه علیه و آله وسلم) و بعضی از همسرانش اتفاق افتاد آغاز شده، و آن این بود که به خاطر حادثه‌ای که شرحش می‌آید رسول خدا پاره‌ای از حلالها را بر خود حرام کرد و بدین سبب در این آیات آن جناب را مورد عتاب قرار می‌دهد که چرا به خاطر رضایت بعضی از همسرانت حلال خدا را بر خود حرام کردی و در حقیقت و به طوری که از سیاق بر می‌آید عتاب متوجه همان همسر است و می‌خواهد رسول گرامی خود را علیه آن همسر یاری کند. …. آیه اول این سوره خطابی است آمیخته با عتاب، که چرا آن جناب پاره‌ای از حلالهای خدا را بر خود حرام کرده، ولی تصریح نکرده که آنچه حرام کرده چیست، و قصه چه بوده؟ چیزی که هست جمله آیا خشنودی همسرانت را می‌خواهی؟ اشاره دارد بر اینکه، آنچه آن جناب بر خود حرام کرده، عملی از اعمال حلال بوده که رسول خدا (صلی اللّه علیه و آله وسلم) آن را انجام می‌داده، و بعضی از همسرانش از آن عمل ناراضی بودند و آن جناب را در مضیقه قرار می‌دادند و اذیت می‌کرده‌اند، تا آن جناب ناگزیر شده سوگند بخورد که دیگر آن عمل را انجام ندهد. پس اگر در جمله (یا ایها النبی ) خطاب را متوجه آن جناب بدان جهت که نبی است کرده -و نه بدان جهت که رسول است- دلالت دارد بر این که مسئله مورد عتاب مسئله شخصی آن جناب بوده، نه مسئله‌ای که جزو رسالتهای او برای مردم باشد، و مراد از (تحریم ) در جمله (لم تحرم ما احل اللّه لک )، تحریم از طرف خدا نبوده بلکه تحریم به وسیله نذر و سوگند بوده‌است. آیه بعدی هم بر این معنا دلالت دارد، چون در آنجا سخن از سوگند کرده می‌فرماید: (قد فرض اللّه لکم تحله ایمانکم ) معلوم می‌شود آن جناب با سوگند آن حلال را بر خود حرام کرده‌اند. آری منظور از تحریم چنین تحریمی است، نه اینکه حرمت آن عمل را برای شخص خودش تشریع کرده باشد، چون پیغمبر نمی‌تواند چیزی را که خدا حلالش کرده بر خود یا بر همه تحریم کند، و چنین اختیاری ندارد.»
برخی ادعا می‌کنند که دلیل اعتراض حفصه به محمد رابطهٔ جنسی محمد با کنیز حفصه، ماریه در خانهٔ او بود. در حالیکه ماریه طبق روایت‌های مختلف کنیز خود محمد بوده است. به عنوان مثال در طبری از ابن‌عباس روایت شده است که محمد گفت:" اشهدک ان سریتی علی حرام" یعنی تو را شاهد می‌گیرم که کنیزم از الان بر من حرام است.    ماریه را عزیز مقوقس، به همراه خواهرش سیرین، برای محمد فرستاد، محمد سیرین را به حسان بن ثابت داد ولی ماریه را در ملک خودش گرفت. عایشه در حدیثی می‌گوید: «ماریه زنی زیبا بود. زمانی که مقوقس ماریه را فرستاد پیامبر از او خوشش آمد. نخست او را به خانهٔ حارثه بن نعمان که نزدیک خانهٔ خودش بود فرستاد. پس پیامبر بسیار به او توجه می‌کرد و روز و شب سراغ او را می‌گرفت و این برای من و دیگر همسران او دشوار بود.» عایشه می‌گوید که او و دیگر همسران پیامبر هر کاری که در توان داشتند را می‌کردند تا ماریه را برنجانند و بیازارند. اما محبت او و محمد روزبه‌روزافزون‌تر گشت.
نزدیک یک سال بعد از آمدن ماریه به مدینه، وقتی محمد به خانهٔ حفصه رفت و او را نیافت، ماریهٔ قبطیه را به آن‌جا دعوت کرد و با او رابطه برقرار کرد. حفصه وقتی برگشت محمد و ماریه را تنها در خانهٔ خود دید و شور و غوغا راه انداخت حفصه آرام و قرار نداشت و گفت دیدم چه کسی با تو در خانه بود، و در حال عصبانیت شدید به گریه افتاد و گفت: ای محمد آنچه را که با من کردی، آن هم در روز مخصوص من و در خانه من و در رختخواب من با هیچ‌کدام از زنان دیگرت نکردی، محمد گفت: آرام باش، او بر من حرام گردید به خاطر جلب رضایت تو و در روایتی گفت: آیا راضی می‌شوی او را بر خود حرام گردانم و دیگر هرگز به او نزدیک نشوم؟ حفصه گفت: آری. پس محمد سوگند یاد کرد که دیگر به ماریه نزدیک نشود و او را بر خود حرام کرد و به حفصه گفت: آنچه را که با تو گفتم برای کسی بازگو مکن. ولی حفصه عایشه را از این موضوع مطلع ساخت و به او گفت: خداوند ما را از ماریه راحت نمود چون محمد او را بر خود حرام کرد و بقیه ماجرا را نیز تعریف کرد.
رابطه با کنیز همسر در زمان محمد حرام بود (ماریه
در آیهٔ اول سوره تحریم، خدا او را به‌خاطر حرام کردن آنچه که برایش به اصطلاح حلال بود سرزنش کرد و گفت که کار نادرستی کرد ولی خدا او را می‌بخشد. در آیهٔ دوم مشکل لغو کردن پیمان‌ها را با وجود کفاره دادن حل می‌کند. در آیه سوم اشاره به افشای راز حفصه می‌کند که حفصه را به شگفتی می‌اندازد، چنان‌که از او می‌پرسد: «چه کسی تو را از کار مخفیانهٔ من باخبر ساخت؟» و محمد در جوابش می‌گوید: «کسی که دانا و آگاه است.» و در آیه چهارم و پنجم عایشه و حفصه را تهدید به طلاق می‌کند مگر آن‌که آنان از نافرمانی از او دست بردارند. و مثالی از همسران نوح و لوط می‌زند که همسران‌شان به‌خاطر سرپیچی از آنان هلاک گشتند و در برابر مثالی از آسیه همسر فرعون می‌زند که با وجود ظالم بودن همسر خود، رستگار شد.
در اغلب منابع، چون تفسیر ابن کثیر، تفسیر جلالین، الدر المنثور فی التفسیر بالمأثور، تفسیر بیضاوی، تفسیر کشاف، تفسیر کبیر، تفسیر قمی، تفسیر البرهان، تفسیر صافی، تفسیر نورالثقلین، مجمع البیان فی تفسیر القرآن و تفسیر المیزان دلیل فرستاده شدن سورهٔ تحریم ماجرای ماریهٔ قبطیه در نظر گرفته شده. در منابع اندکی، این جریان تفاوت دارد. در تفسیر طبری، روایت دیگری نیز از این ماجرا هست که در خانهٔ عایشه اتفاق می‌افتد و کنیزی که پیامبر با او خلوت می‌کند، کنیزی حبشی بود، نه قبطی، که توسط نجاشی برای محمد فرستاده شد، نه مقوقس. برخی دیگر از منابع مانند صحیح بخاری، این ماجرا را دربارهٔ عسل خوردن پیامبر در خانهٔ زینب بنت جحش، و حسادت دیگر همسرانش می‌داند، چنان‌که پیامبر خوردن عسل را در خانهٔ زینب بنت جحش برای خود حرام کرد. اما شواهدی وجود دارد که می‌توان فهمید عسل خوردن به عنوان اصطلاحی برای رابطهٔ جنسی به کار می‌رفته‌است.